# Корисні копалини Греції
Греція володіє в своїх надрах покладами різноманітних корисних копалин (див. Табл. 1). Найважливіші з них — буре вугілля і боксити.

## Загальна характеристика
Загалом при великій кількості корисних копалин їх родовища в Греції невеликі.
Таблиця 1. — Основні корисні копалини Греції станом на 1998 — 1999 роки.
| Корисні копалини               | Запаси       | Запаси   | Вміст корисного компоненту в рудах, % | Частка у світі, % |
| Корисні копалини               | Підтверджені | Загальні | Вміст корисного компоненту в рудах, % | Частка у світі, % |
| ------------------------------ | ------------ | -------- | ------------------------------------- | ----------------- |
| Боксити, млн т                 | 650          | 1000     | 55 (Al2O3)                            | 2,4               |
| Барит, тис. т                  | 2800         | 4000     | 58 (BaSO4)                            | 0,8               |
| Залізні руди, млн т            | 60           | 110      | 45 (Fe)                               |                   |
| Золото, т                      | 148          | 259      | 0,4 — 8,4 г/т                         | 0,3               |
| Кобальт, тис. т                | 90           | 120      | 0,04 (Со)                             | 1,6               |
| Марганцеві руди, млн т         | 1            | 2        | 40 (Mn)                               |                   |
| Мідь, тис. т                   | 370          | 400      | 0,79 (Cu)                             | 0,1               |
| Нафта, млн т                   | 1,4          |          |                                       |                   |
| Нікель, тис. т                 | 450          | 2920     | 1,14 (Ni)                             | 0,9               |
| Плавиковий шпат, млн т         | 0,01         | 0,03     |                                       |                   |
| Природний горючий газ, млрд м3 | 8,5          |          |                                       |                   |
| Свинець, тис. т                | 771          | 841      |                                       | 0,6               |
| Вугілля, млн т                 | 3000         | 3570     |                                       |                   |
| Фосфорити, млн т               | 1,2          | 1,5      | 20 (Р2О5)                             | 0,02              |
| Хромові руди, млн т            | 3,2          |          | 18 (Cr2O3)                            | 0,07              |
| Цинк, тис. т                   | 934          | 1034     | 4,5 (Zn)                              | 0,3               |
| Уран, тис. т                   | 1            | 7        |                                       |                   |

## Окремі види корисних копалин
Запаси горючих копалин невеликі — нафти і газу складають відповідно 7 млн т і 140 млрд м³. Родовища відкриті в Північно-Егейському нафтогазоносному басейні. З вугілля відкриті тільки поклади бурого низької якості (близько 3600 млн т).
Нікель. Греція має найзначніші запаси руд нікелю в Західній Європі, а також займає провідне місце за запасами марганцевих руд (Пелопоннеський півострів, острів Андрос в архіпелазі Кіклад тощо). Греції належить 95 % загальних запасів руд нікелю в Західній Європі. Вміст Ni 1,2 %. Основні родовища: Пагонда, острів Евбея, Айос-Іоаніс та інші. Родовища пов'язані з кайнозойськими корами вивітрювання і представлені нікелевими і кобальтовими латеритними рудами. Наприкінці 1960-х років були відкриті великі родовища феронікелю і міді.
Хром. Найбільше родовище хромових руд — Айос-Атанасіос знаходиться в районі Домокос. Руди залягають в серпентинітах у вигляді лінз і кишень. Вміст в руді Cr2О3 — 40 %.
Боксити. Родовища бокситів зосереджені в чотирьох районах: Парнас Кіона, Ламія, Евбея та Аттика. Промислове зруденіння приурочене до відкладів верхнього крейда. Хімічний склад (%): Al2О3 — 60, SiO2 — 4, Fe2О3 — 20-25, TiO2 — 2,5-3.
Золото і мідь. Запаси мідних руд сконцентровані в сульфідних родовищах на півострові Халкідіки, на Пелопоннеському півострові. Вміст міді в рудах коливається в межах 0,7-6,0 %. Попутно руди містять також золото до 2-4 г/т.
Золото. Золотовмісне поліметалічне родовище Олімпіас (Olimpias) і міднопорфірове Скурієс (Skouries) в Греції мають найбільші в Європі запаси золота. Обидва вони розташовані на півострові Халкідікі. Власник родовищ станом на 2002 р — канадська компанія TVX Gold Inc.
Родовище Олімпіас (інша назва — Касандра) розташоване в південно-східній периферії Родопського серединного масиву. Приурочене до горизонту мармурів, що розщеплюється на два пласти сумарною потужністю до 200 м, укладеному в могутній товщі протерозойських гнейсів. Гнейси і мармури перетнуті серією поперечних розломів північно-західного простягання. Вздовж цих порушень пластичні мармури зім'яті у складки. На східному крилі однієї з таких складок в обох пластах мармурів розташовуються два пластові поклади поліметалічних золотовмісних карбонатно-кварцових руд. Станом на 1999 рік підтверджені запаси родовища (категорій proven+probable) становлять 14.2 млн т руд з середнім вмістом золота 8.3 г/т, або до 118 т золота, в числі яких 6.5 т золота в складованих арсенопірит-піритових концентратах (з сер. вмістом 22.92 г/т) і 8.2 т — в хвостах збагачення (із вмістом 3.42 г/т). Вміст срібла в рудах — 138 г/т, цинку — 6.1 %, свинцю — 4.6.
Міднопорфірове родовище Скурієс відкрите геологами компаній Nippon Mining Ltd. і Placer Development Ltd. на початку 1990-х років. Наприкінці 1994 року придбане канадською компанією TVX Gold Inc. Мідні руди містять порівняно високі концентрації супутного золота — місцями понад 2 г/т. Зруденіння приурочене до контактової зони малого інтрузивного тіла гранітоїдів мезозою, що прориває теригенно-вулканогенну товщу пізнього палеозою — раннього мезозою, зім'яту в помірно-стислі складки. Руди вкраплено-прожилкові, сульфідно-кварцові. Кількість сульфідів (пірит, халькопірит, бляклі руди, арсенопірит, сфалерит, галеніт та інші) висока для даного типу родовищ і досягає місцями 10 %. 1997 року в центральній частині родовища була оконтурена і розвідана ділянка міднопорфірових руд, збагачена золотом. Запаси ділянки — 40 млн т руди із вмістом золота 1.5 г/т (60 т золота). Оконтурення рудних тіл виконане в 1999 р за бортовим вмістом золота в 0.4 г/т. Підраховані підтверджені запаси становили на цей час 129.55 млн т руди із вмістом золота 0.9 г/т (116.6 т золота), міді — 0.54 %. З урахуванням запасів руд низької категорії (possible) загальні запаси на родовищі досягли 206 млн т руди із вмістом золота 0.8 г/т (165 т золота). Виявлені ресурси золота (із запасами) оцінюються компанією TVX Gold Inc. в 292 т.
Поліметали. Свинцево-цинкові родовища розташовані в трьох районах: Аттика, Македонія і Фракія. Найбільше промислове значення має район Касандра в Македонії (півострів Халкідіки). Запаси руд тут оціночно становлять 5 млн т з вмістом Pb і Zn 5-10 %. Практично всі свинцево-цинкові родовища дрібні та середні, залягають в метаморфічних породах поблизу контактів осадових і метаморфічних або вивержених порід. Руди багатокомпонентні — галеніт, сфалерит, пірит, в тому числі мінерали міді, арсену, стибію тощо.
Інші корисні копалини. Крім того в Греції відкриті родовища бариту (острови Міконос, Мілос та Кос), магнезиту (острови Евбея, Лесбос, півострів Халкідіки), фосфоритів, азбесту (велике родовище Зінданіон — запаси 90 млн т), перлітів (острів Мілос), флюориту, сірки, бентоніту і каоліну (острів Мілос), корунду (острів Наксос), алуніту, глини, мармуру, вулканічного туфу, пемзи, кварцу, гіпсу, молібдену, сурми (родовище Лаханас), залізних руд (острови Серіфос, Тасос, Андрос, поблизу міста Кавала та інші).